# Sebastian Stan
Sebastian Stan, född 13 augusti 1982 i Constanța, Rumänien, är en amerikansk skådespelare. Han fick sitt genombrott med superhjältefilmerna Marvel Cinematic Universe där han spelade Captain Americas bästa vän James "Bucky" Barnes. Med sina roller som en man med sjukdomen neurofibromatos i A Different Man (2024) och porträtt av en ung Donald Trump i The Apprentice (2024) skulle han bli en hyllad och prisad skådespelare. För sin insats i A Different Man mottog han Golden Globe Award för bästa manliga huvudroll och en silverbjörn. För sitt porträtt som Trump blev han Oscarsnominerad till Bästa manliga huvudroll. 

## Biografi

### Uppväxt
Sebastian Stan föddes i Constanța i vad som då var Socialistiska republiken Rumänien. Han döptes efter Johann Sebastian Bach av sin mor, Georgeta Orlovschi som var pianist. Hans föräldrar skildes när han var två år gammal. I samband med Revolutionerna i Östeuropa 1989 då han var åtta flyttade han och hans mor till Wien i Österrike eftersom hon fått anställning som pianist. Fyra år senare, när han var tolv, flyttade de till Rockland County i New York efter att modern gift sig med en rektor från USA.
Under sina skolår i Rockland School var han med i flera teateruppsättningar som Harvey, Cyrano de Bergerac, Little Shop of Horrors, Over Here! och West Side Story. På somrarna åkte han på teaterläger där han också medverkade i flera teaterproduktioner. Det var sommarlägret som fick honom att börja ta skådespelande seriöst och började söka till flera universitet med teater som inriktning. Han blev antagen och började studera på Rutgers University i New Jersey. Skolan tillät honom studera ett år utomlands vilket möjliggjorde att han fick resa till London och studera på Shakespeare's Globe Theatre. Han examinerades 2005. Han blev amerikansk medborgare 2002.

### Tidig karriär
Stan fick sin första filmroll redan 1994 när han bodde i Wien i Michael Hanekes 71 fragment och ogillade upplevelsen då, vilket inte förändrades förrän han flyttade till USA. Hans skådespelarkarriär började på allvar när han fick en roll i ett avsnitt av Law & Order (2003). Det följdes upp av flera mindre- och biroller i filmer som Tony n' Tina's Wedding (2004), Red Doors (2005), The Architect (2006), The Covenant (2007) och The Education of Charlie Banks (2008). År 2007 gjorde han Broadwaydebut i en uppsättning av den Pulitzerprisade pjäsen Talk Radio och fick en återkommande roll i TV-serien Gossip Girl. Han fick sin första huvudroll i TV-serien Kings (2009). Serien fick positiva recensioner men lades ner efter enbart en säsong då tittarsiffrorna sjönk med varje avsnitt. Han spelade mot Natalie Portman, Mila Kunis och Winona Ryder i Darren Aronofskys kritikerrosade Black Swan (2010). Samma år medverkade han också som antagonisten i komedin Hot Tub Time Machine.

### The Winter Soldier – Genombrottet
Stan fick sitt genombrott med superhjältefilmen Captain America: The First Avenger (2011) där han spelade titelrollens bästa vän James Buchanan "Bucky" Barnes som baserades på serietidningarna med samma namn från Marvel. Stan sökte egentligen för huvudrollen som Captain America men blev glad för rollen som "Bucky" då han tyckte den var intressantare med sin personliga vändning i ledarrollen. "Där är alltid en tävling och de båda triggar varandra. Jag la märke till hur Bucky påverkas av Steve's förvandling och plötsligt är det Steve som är ledaren" sade han i en intervju. Stan hade aldrig läst serietidningarna och hämtade inspiration från dokumentärer om andra världskriget och TV-serien Band of Brothers (2001) istället. Det var inte heller helt klart att han skulle få återvända i rollen och Stan hade bara en månad efter filmens premiär svårt att betala hyran.
Stan medverkade 2012 i de båda sågade och finansiellt misslyckade filmerna Gone och The Apparition. Han medverkade också i TV-serien Once Upon A Time (2012) som karaktären Hattmakaren. Serien fick ett mediokert mottagande av kritiker men Stans insats skulle av kritiker beskrivas som "utsökt". Tanken var att han också skulle medverka i en spinoff serie som Hattmakaren men ungefär samtidigt fick han istället ett avtal på nio filmer med Marvel. Av respekt för Stans val och för att inte göra fans upprörda så skrev seriens skapare Edward Kitsis om manuset utan karaktären Hattmakaren istället för att ge någon annan rollen. Samma år medverkade Stan också i miniserien Political Animals som gav honom en nominering för Bästa manliga biroll på Critics' Choice Television Award. Stan återvände till Broadway i en uppsättning av Picnic (2013). Han repriserade sedan sin roll som "Bucky" i Captain America: The Winter Soldier (2014) där hans karaktär nu kallades för The Winter Soldier. Inför rollen låg han i hårdträning i fem månader och tränade dagligen med en plastkniv för att kunna utföra alla stunt själv.

### Fortsatta äventyr med The Winter Soldier

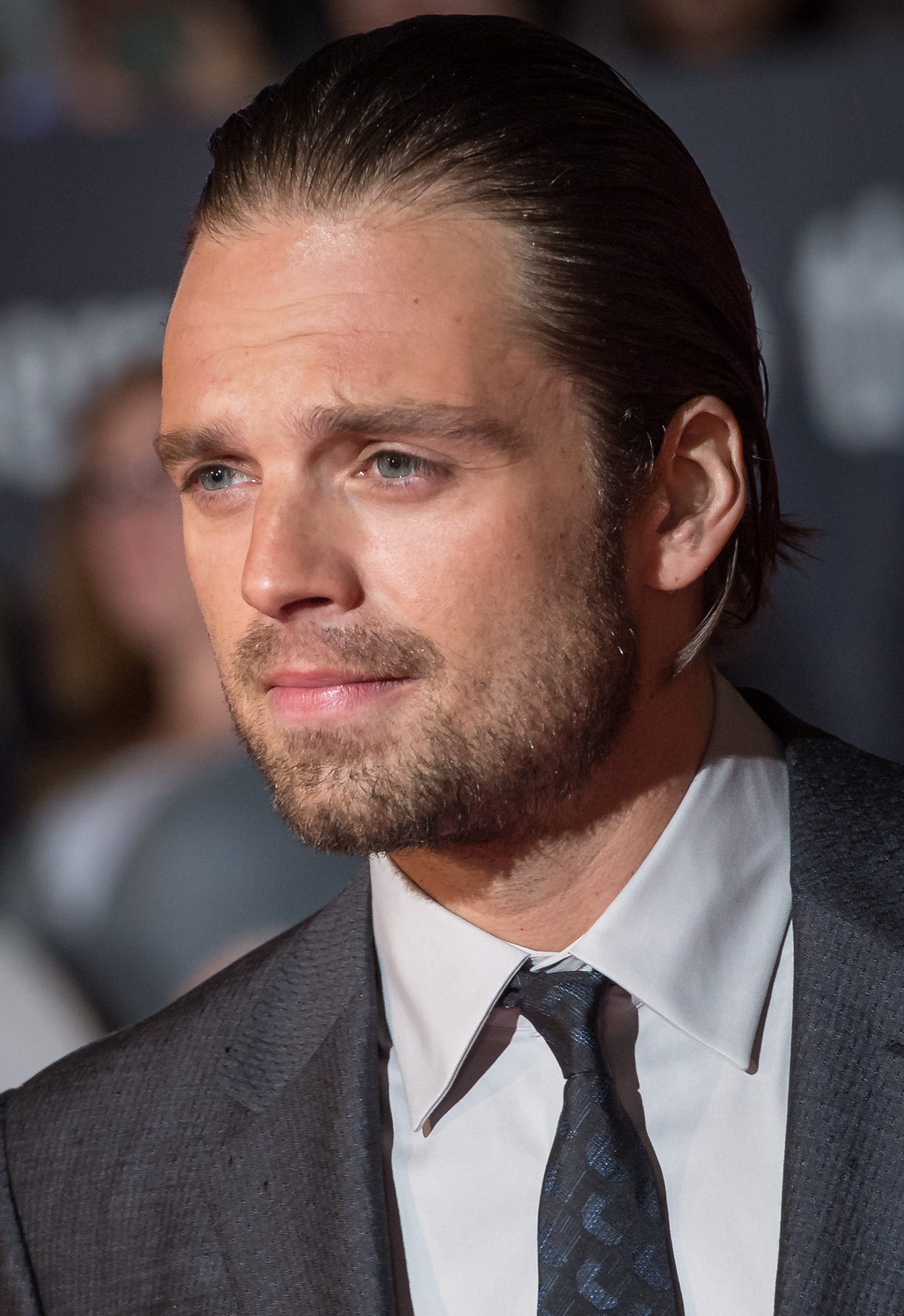
Stan på premiären av The Martian, 2015.

Stan medverkade i Jonathan Demmes sista film innan sin död, Ricki and the Flash (2015). Samma år medverkade han också i sportkomedin The Bronze  och sciencefiction filmen The Martian. Det året gjorde han också en cameo som "Bucky" i Ant-Man. Han repriserade rollen igen i Captain America: Civil War (2016) där hans karaktär hade fler repliker än i de föregående filmerna. Stan förklarade "Bucky" i denna film som en blandning mellan de två i de föregående Captain America-filmerna. Stan medverkade återigen i en sportrelaterad film i den biografiska Oscarsbelönade filmen I, Tonya (2017) där han spelade Tonya Hardings våldsamma och manipulativa pojkvän Jeff Gillooly. Samma år medverkade han också i Steven Soderberghs komedi Logan Lucky där han spelade en självgod racerförare. Båda filmerna blev kritikerrosade. År 2018 medverkade Stan även i de båda kritikerrosade filmerna Destroyer och We Have Always Lived in the Castle. Samma år repriserade han sin roll som "Bucky" i både Black Panther (2018) och Avengers: Infinity War (2018).
Stan återvände i rollen som "Bucky" redan året efter i Avengers: Endgame (2019) vilket vid tidpunkten blev den mest inkomstbringande filmen någonsin. Han ersatte sin Marvel-medspelare Chris Evans i dramat The Devil All The Time (2020) och medverkade tillsammans med en annan Marvel-skådespelare, Tom Holland. Han repriserade rollen som "Bucky" i TV-serien The Falcon and the Winter Solider (2021) där han återförenades med Anthony Mackie. Serien som sändes i sex delar blev kritikerrosad och fick särskild uppmärksamhet för sitt fokus på att den svarta skådespelaren Mackie tog över Captain America rollen då mordet på George Floyd nyligen hade skett. "Där är något kusligt lägligt över att en svart Captain America flyger i himlen precis efter att domarna på mordet av George Floyd kommit." skrev The Washington Post. Han medverkade i ytterligare en TV-serie redan året efter där han porträtterade Mötley Crüe trumslagaren Tommy Lee i Pam & Tommy. Även den serien blev kritikerrosad, men fick också stark kritik då Pamela Andersson inte hade blivit tillfrågad. Stan blev nominerad till en Emmy Award för Bästa manliga skådespelare för sin insats.

### Prisade roller

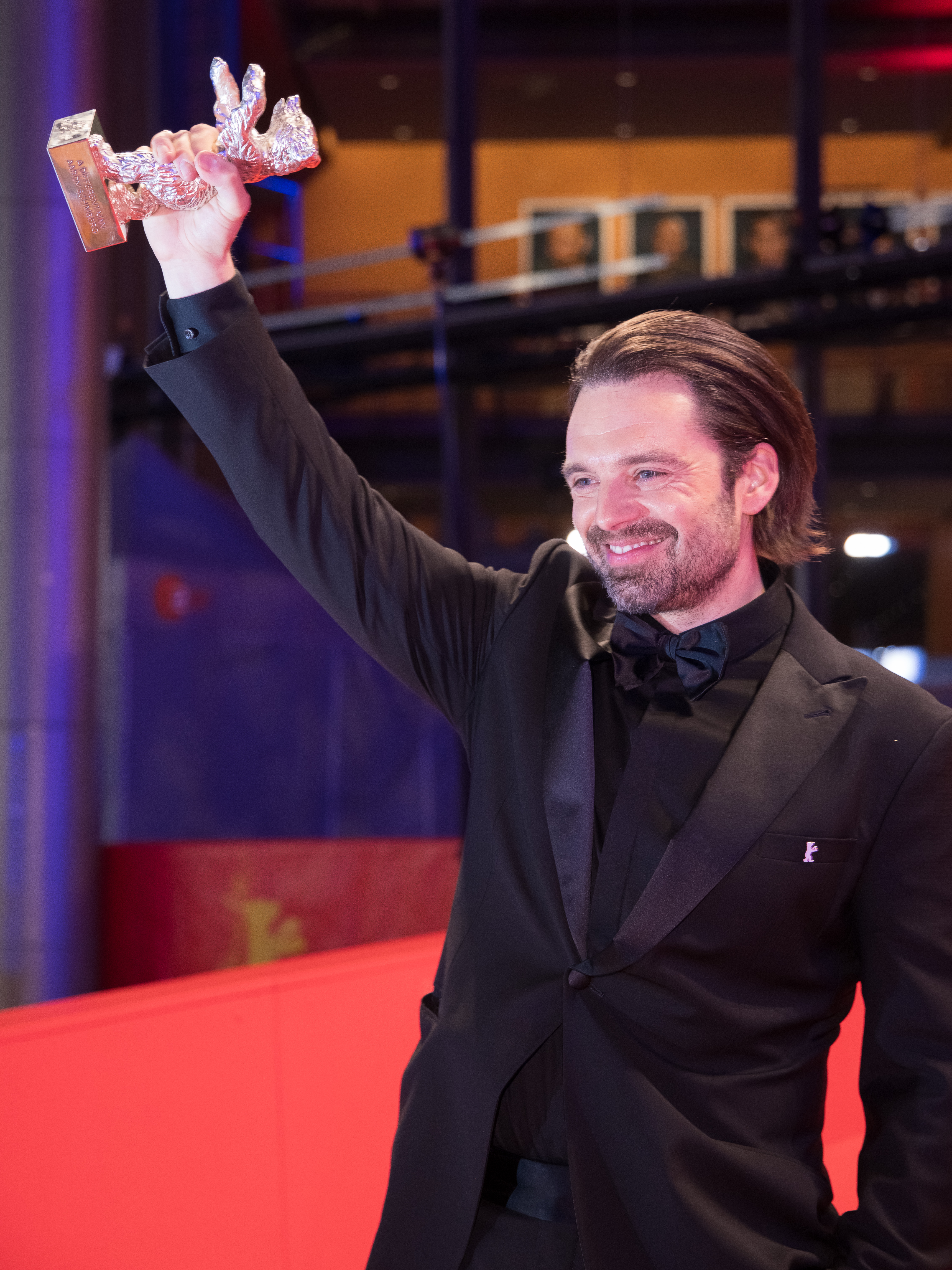
Stan med sin silverbjörn som han mottog på Berlins filmfestival för sin insats i A Different Man, 2024.

Stan spelade år 2022 även antagonisten i skräckfilmen Fresh. Han skickade en inspelad video när han dansar med en kniv till regissören Mimi Cave efter att han redan fått rollen. "Danssekvensen var en stor oro för Cave så bara utifall att hon tvekade på mig så filmade jag mig själv". Han syntes bredvid Julianne Moore och John Lithgow i kriminaldramat Sharper (2023). Han medverkade samma år i den biografiska ensemblefilmen Dumb Money (2023) där han porträtterade grundaren av finansföretaget Robinhood, Vlad Tenev. Resten av ensemblen bestod av Paul Dano, Pete Davidson, America Ferrera, Seth Rogen och Nick Offerman. Filmen spelades in under covid-19-pandemin och de flesta av skådespelarna träffade aldrig varandra. Filmen blev hyllad av kritiker och jämfördes med filmer som The Big Short (2015) och The Social Network (2010).
Stan hade sitt mest betydelsefulla år i karriären 2024 då han medverkade i två av det årets mest hyllade filmer. I A Different Man spelar han en man med neurofibromatos som blir frisk och antar en ny identitet för att sedan bli avundsjuk på en annan man med samma sjukdom. I den iransk-svensk-danska regissören Ali Abbasis biografiska film The Apprentice porträtterar han en ung Donald Trump. För att förbereda sig för rollen lyssnade Stan på inspelningar av en ung Trump och tog inspiration av andra människor som härmade Trump som till exempel Saturday Night Live medlemmar. "Stan går bortom imitationer för att fånga mannens väsen." skrev The Hollywood Reporter om hans insats. Filmen blev kontroversiell då Trump hotade med att stämma filmproduktionen särskilt för en våldtäktsscen som skildras i filmen. Filmen hade också svårt att hitta distrubition i USA, trots att många kritiker nämner att de fått en mer sympatisk bild av Trump. Det blev också kontroversiellt att den fick premiär så nära inpå presidentvalet 2024. Abbasi svarade på kritiken med att filmen varit på gång ända sedan 2018 och det var en ren slump att Trump inte blev återvald och sedan vald igen. Stan vittnade också om att han blev utfryst av sina skådespelarkollegor i offentliga sammanhang. För sina båda roller blev han under Golden Globegalan nominerad för Bästa manliga huvudroll i en musikal eller komedi och Bästa manliga huvudroll i en drama. Han vann för A Different Man. För samma film mottog han även Silverbjörnen för Bästa huvudroll på Berlins filmfestival. För sitt porträtt som Donald Trump i The Apprentice blev han Oscarsnominerad för Bästa manliga huvudroll.
Stan ska härnäst reprisera sin roll som "Bucky" i Thunderbolts* (2025).

## Privatliv
Stan träffade skådespelaren Leighton Meester under inspelningen av Gossip Girl och de var ett par fram till april 2010. Sedan december 2022 har han varit i en relation med skådespelaren Annabelle Wallis.
Stan är gudson till Anastasia Soare, VD för kosmetikaföretaget Anastasia Beverly Hills.

## Filmografi

### Film
| År   | Titel                               | Roll                       | Notering         |
| ---- | ----------------------------------- | -------------------------- | ---------------- |
| 1994 | 71 fragment                         | Barn i tunnelbana          |                  |
| 2004 | Tony n' Tina's Wedding              | Johnny Nunz                |                  |
| 2005 | Red Doors                           | Simon                      |                  |
| 2006 | The Architect                       | Martin Waters              |                  |
| 2006 | The Covenant                        | Chase Collins              |                  |
| 2007 | The Education of Charlie Banks      | Leo                        |                  |
| 2008 | Rachel Getting Married              | Walter                     |                  |
| 2009 | L.A. Gigolo                         | Harry                      |                  |
| 2010 | Hot Tub Time Machine                | Blaine                     |                  |
| 2010 | Black Swan                          | Andrew / Suitor            |                  |
| 2011 | Captain America: The First Avenger  | James "Bucky" Barnes       |                  |
| 2012 | Gone                                | Billy                      |                  |
| 2012 | The Apparition                      | Ben                        |                  |
| 2014 | Captain America: The Winter Soldier | James "Bucky" Barnes       |                  |
| 2015 | The Bronze                          | Lance Tucker               |                  |
| 2015 | Ant-Man                             | James "Bucky" Barnes       | Cameo            |
| 2015 | Ricki and the Flash                 | Joshua                     |                  |
| 2015 | The Martian                         | Dr. Chris Beck             |                  |
| 2016 | Captain America: Civil War          | James "Bucky" Barnes       |                  |
| 2017 | I'm Not Here                        | Steve                      |                  |
| 2017 | Logan Lucky                         | Dayton White               |                  |
| 2017 | I, Tonya                            | Jeff Gillooly              |                  |
| 2018 | Destroyer                           | Det. Chris                 |                  |
| 2018 | We Have Always Lived in the Castle  | Charles Blackwood          |                  |
| 2018 | Black Panther                       | James "Bucky" Barnes       | Cameo            |
| 2018 | Avengers: Infinity War              | James "Bucky" Barnes       |                  |
| 2019 | Avengers: Endgame                   | James "Bucky" Barnes       |                  |
| 2019 | The Last Full Measure               | Scott Huffman              |                  |
| 2019 | Endings, Beginnings                 | Frank                      |                  |
| 2020 | Monday                              | Mickey                     |                  |
| 2020 | The Devil All the Time              | Lee Bodecker               |                  |
| 2022 | The 355                             | Nick                       |                  |
| 2022 | Fresh                               | Steve                      |                  |
| 2023 | Sharper                             | Max                        |                  |
| 2023 | Ghosted                             | God                        |                  |
| 2023 | Dumb Money                          | Vlad Tenev                 |                  |
| 2024 | A Different Man                     | Edward Lemuel / Guy Moratz | Även producent   |
| 2024 | The Apprentice                      | Donald Trump               |                  |
| 2025 | Thunderbolts*                       | James "Bucky" Barnes       |                  |
| 2025 | Blue Banks                          | ---                        | Enbart producent |
| 2026 | Avengers: Doomsday                  | James "Bucky" Barnes       |                  |

### TV
| År        | Titel                             | Roll                     | Notering                                                   |
| --------- | --------------------------------- | ------------------------ | ---------------------------------------------------------- |
| 2003      | Law & Order                       | Justin Chapshaw          | Avsnitt: "Sheltered"                                       |
| 2007–2010 | Gossip Girl                       | Carter Baizen            | 11 avsnitt                                                 |
| 2009      | Kings                             | Jonathan "Jack" Benjamin | 12 avsnitt                                                 |
| 2012      | Once Upon a Time                  | Hattmakaren / Jefferson  | 6 avsnitt                                                  |
| 2012      | Political Animals                 | Thomas "T.J." Hammond    | 6 avsnitt                                                  |
| 2012      | Labyrinten                        | Will Franklin            | 2 avsnitt                                                  |
| 2017      | I'm Dying Up Here                 | Clay Appuzzo             | Avsnitt: "Pilot"                                           |
| 2021      | The Falcon and the Winter Soldier | James "Bucky" Barnes     | 6 avsnitt                                                  |
| 2021      | Marvel Studios: Assembled         | Sig själv                | Avsnitt: "The Making of The Falcon and the Winter Soldier" |
| 2021–2024 | What If...?                       | James "Bucky" Barnes     | Röstroll, 7 avsnitt                                        |
| 2022      | Pam & Tommy                       | Tommy Lee                | 8 avsnitt                                                  |
| 2023      | Bupkis                            | Sig själv                | Avsnitt: "ISO"                                             |

### Teater
| År   | Titel      | Roll       | Teater                              |
| ---- | ---------- | ---------- | ----------------------------------- |
| 2007 | Talk Radio | Kent       | Longacre Theatre, New York          |
| 2013 | Picnic     | Hal Carter | American Airlines Theatre, New York |